# Bột Hải Tuyên Vương
Bột Hải Thánh Tông (trị vì 818 - 830) là vị quốc vương thứ 10 của vương quốc Bột Hải. Ông có tên thật là Đại Nhân Tú (대인수, 大仁秀, Dae In-su). Trong giai đoạn trị vì của mình, ông đã phục hồi lại sức mạnh của vương quốc và là vị quốc vương vĩ đại cuối cùng của Bột Hải trước khi vương quốc này sụp đổ.
Đại Nhân Tú là hậu duệ đời thứ tư của Đại Dã Bột, đệ của Bột Hải Cao Vương (Đại Tộ Vinh). Mặc dù có nguồn gốc xa, ông đã được kế vị ngai vàng vào năm 818.

## Thời Bột Hải Văn Vương
Đại Nhân Tú sinh vào nửa đầu thời kỳ cai trị của vua Bột Hải Văn Vương (bác họ của Đại Nhân Tú), là hậu duệ đời thứ tư của Đại Dã Bột, đệ của Bột Hải Cao Vương (Đại Tộ Vinh).
Năm Đại Hưng thứ 19 (năm 756) Bột Hải Văn Vương (bác họ của Đại Nhân Tú) đã cải cách chế độ thống trị và dời đô từ Trung Kinh (nay là Hòa Long, Cát Lâm) sang Thượng Kinh (nay là Ninh An, Hắc Long Giang).
Năm Đại Hưng thứ 20 (năm 757), nhân nhà Đường (đời vua Đường Túc Tông) đang có Loạn An Sử, Bột Hải Văn Vương phái quân Bột Hải đi đánh chiếm ba thành trì của nhà Đường ở An Đông đô hộ phủ.
Với hai lần Nhật Bản bị vua Tân La Cảnh Đức Vương xúc phạm vào năm 753 và năm 758, từ sau năm 758, Thiên hoàng Junnin của Nhật Bản yêu cầu vương quốc Bột Hải (đời Bột Hải Văn Vương) cùng họ tấn công Tân La. Bột Hải và Nhật Bản đã nhiều lần cho sứ giả đi lại với nhau trong những năm Đại Hưng thứ 22 (năm 759) đến năm Đại Hưng thứ 24 (năm 761) để lên kế hoạch cho cuộc tấn công vào Tân La.
Vua Tân La Cảnh Đức Vương có thể đã biết về những kế hoạch của Bột Hải và Nhật Bản muốn tấn công gọng kìm vào Tân La và đã chuẩn bị bằng cách xây dựng sáu lâu đài dọc theo biên giới với vương quốc Bột Hải vào năm Đại Hưng thứ 25 (năm 762). Bột Hải Văn Vương nhiều lần phái quân tấn công biên giới Tân La. Khu vực biên giới Bột Hải và Tân La đã đổi chủ nhiều lần nhưng những tổn thất không được mô tả trong lịch sử chính thức của Tân La, chỉ ghi ngày tháng khi một đội quân Tân La được gửi lên phía bắc. Nhật Bản (đời Thiên hoàng Junnin) đã chuẩn bị một hạm đội để xâm chiếm miền nam Tân La, tuy nhiên kế hoạch không bao giờ thành hiện thực.
Cũng trong năm Đại Hưng thứ 25 (năm 762) vua Đường Đại Tông công nhận Bột Hải là một vương quốc nhằm khiến cho ông ta đừng thừa cơ nhà Đường còn loạn An Sử mà xâm phạm biên cương. Bột Hải Văn Vương phái con trưởng là thế tử [[Đại Hoành Lâm (anh họ của Đại Nhân Tú) đi sứ sang nhà Đường (đời vua Đường Đại Tông) để đáp lễ.
Mặc dù nhà Đường công nhận Bột Hải Văn Vương (bác họ của Đại Nhân Tú) là "vương" năm 762, nhưng tại vương quốc Bột Hải, ông được gọi là Đại Hưng Bảo Lịch Hiếu Cảm Kim Luân Thánh Pháp Đại Vương (대흥보력효감금륜성법대왕, 大興寶曆孝感金輪聖法大王, Daeheung Boryeok Hyogam Geumryun Seongbeop Daewang), Khả Độc Phu (가독부, 可毒夫, Gadokbu), Thánh Vương (성왕, 聖王, Seongwang) và Cơ Hạ (기하, 基下, Giha), Một số sử gia Triều Tiên coi Bột Hải Văn Vương là Thiên tôn (天孫, 천손, Ch'ǒnson, con cháu của Trời) và là một hoàng đế. Người phối ngẫu của người cai trị Bột Hải cũng được gọi là hoàng hậu. Tuy nhiên nước Tân La (đời vua Tân La Cảnh Đức Vương) vẫn coi vương quốc Bột Hải là một chư hầu nổi loạn của Tân La dù Tân La có diện tích nhỏ hơn vương quốc Bột Hải.
Sau khi nhà Đường công nhận Bột Hải là một vương quốc vào năm 762, từ năm 762, các đoàn sứ giả Bột Hải đến Nhật Bản (đời Thiên hoàng Junnin) bắt đầu coi người cai trị Bột Hải là hậu duệ của Thiên đường, tức là Thiên tử (ý nói rằng các vua Bột Hải có địa vị ngang hàng với các hoàng đế nhà Đường). Các quan chức Nhật Bản đã chỉ trích những bức thư này, sửa đổi chúng và hạn chế các đoàn sứ giả từ Bột Hải đến Nhật Bản. Một văn bia hoàng gia và kinh Phật xác nhận danh hiệu Thiên tử cho người cai trị của Bột Hải.
Mối quan hệ song phương giữa nhà Đường và vương quốc Bột Hải ngày càng thân thiện. Từ năm Đại Hưng thứ 29 (năm 766) đến năm Bảo Lịch thứ 6 (năm 779), có 25 đoàn sứ giả từ vương quốc Bột Hải đến nhà Đường để bày tỏ sự tôn trọng của Bột Hải Văn Vương đối với vua Đường Đại Tông.
Năm Bảo Lịch thứ 3 (năm 776), hoàng hậu của Bột Hải Văn Vương là Hiếu Ý hoàng hậu (bác gái họ của Đại Nhân Tú) qua đời.

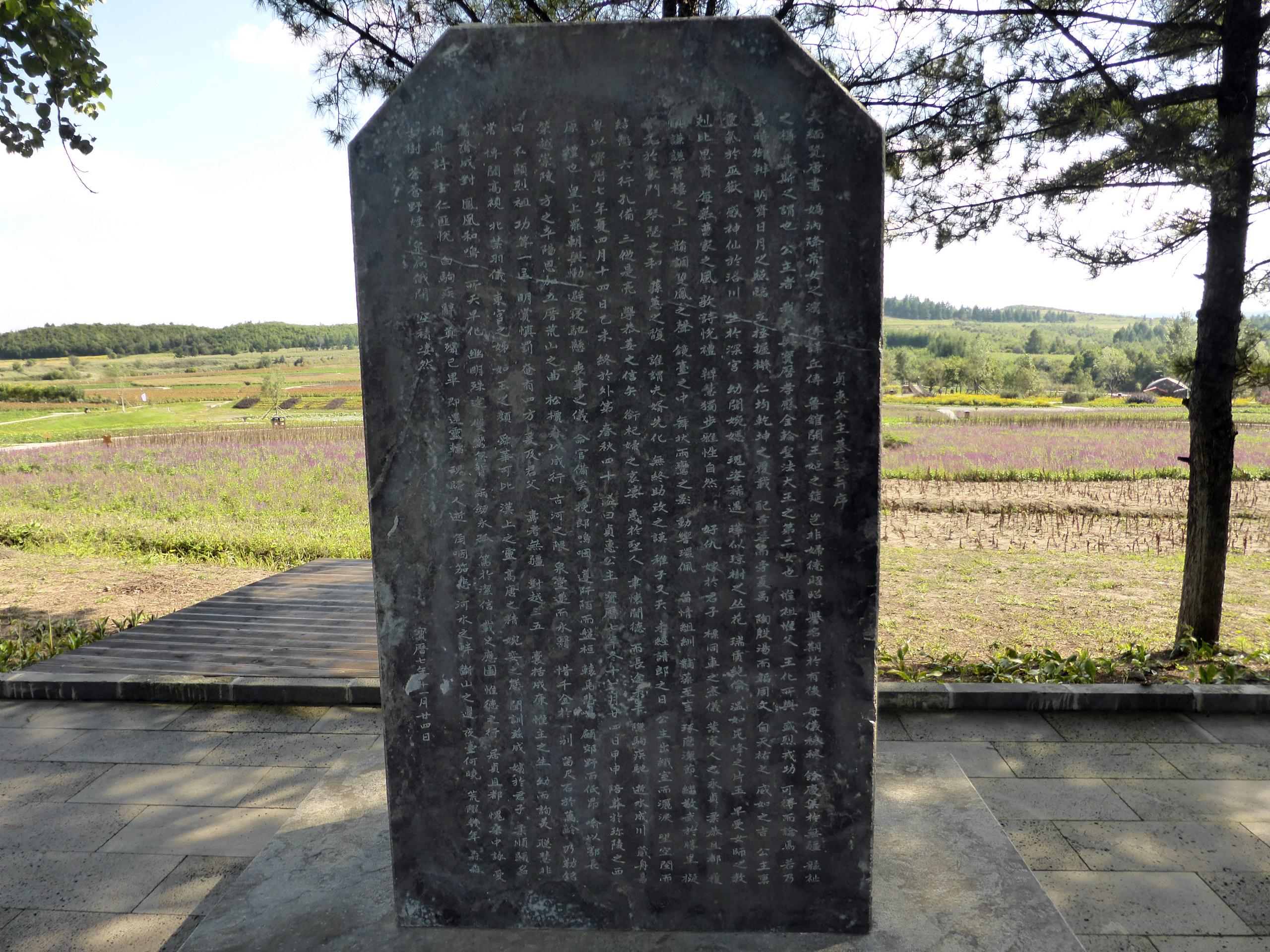
Bản sao văn bia của Trinh Huệ công chúa (737 - 777), con gái thứ 2 của vua Bột Hải Văn Vương (cai trị từ năm 737 đến năm 793)

Ngày 25 tháng 5 năm Bảo Lịch thứ 4 (năm 777), Nhị công chúa của Bột Hải Văn Vương là Trinh Huệ công chúa (chị họ của Đại Nhân Tú) qua đời, hưởng thọ 40 tuổi. Theo bia mộ và văn bia, Trinh Huệ công chúa đã kết hôn và có ít nhất một người con trai, nhưng cả chồng và con trai đều chết trước cô. Trong thời gian để tang cô, Bột Hải Văn Vương được cho là rất đau buồn và không đi ra khỏi phòng dù là có công việc triều chính.
Năm Bảo Lịch thứ 7 (năm 780) di cốt của Trinh Huệ công chúa được chôn cất ở phía tây Trân Lăng (진릉, 珍陵), Seowon (서원, 西原), ngày nay được biết đến như một phần của Lăng mộ cổ tại núi Long Đầu, Cát Lâm, Trung Quốc, cùng với một tượng đài của Trinh Huệ công chúa được dựng lên ở cùng năm 780 đó. Bia mộ Nhị công chúa của Bột Hải Văn Vương là Trinh Huệ công chúa cũng đã được tìm thấy vào vào tháng 8 năm 1949.
Năm Bảo Lịch thứ 12 (năm 785) Bột Hải Văn Vương dời đô từ Thượng Kinh (nay là Ninh An, Hắc Long Giang) sang Đông Kinh (nay là Hồn Xuân, Cát Lâm).
Ngày 6 tháng 7 năm Đại Hưng thứ 45 (năm 792), Tứ công chúa của Bột Hải Văn Vương là Trinh Hiếu công chúa (chị họ của Đại Nhân Tú) qua đời, hưởng thọ 35 tuổi. Cô được trao thụy hiệu là "Trinh Hiếu" vì cô ấy là người có đạo đức và hiếu thảo.
Năm Đại Hưng thứ 46 (năm 793) Bột Hải Văn Vương (bác họ của Đại Nhân Tú) bắt đầu tiến hành việc dời đô từ Đông Kinh (nay là Hồn Xuân, Cát Lâm) về lại Thượng Kinh (nay là Ninh An, Hắc Long Giang). Theo sử sách Trung Quốc, Bột Hải có 5 kinh đô, 15 phủ, và 63 huyện..
Vào cuối thời đại của Bột Hải Văn Vương (bác họ của Đại Nhân Tú) trong năm 793, các hoàng tử từ hoàng tộc Bột Hải (con cháu của Bột Hải Cao Vương, Bột Hải Vũ Vương và Bột Hải Văn Vương) đang làm lính canh tại triều đình nhà Đường của vua Đường Đức Tông theo ý muốn của họ. Hòa bình với nhà Đường cho phép vương quốc Bột Hải tiếp tục mở rộng lãnh thổ của mình.
Đại Tung Lân (anh họ của Đại Nhân Tú) cùng hai anh là Nhị hoàng tử Đại Anh Tuấn (anh họ của Đại Nhân Tú) và Tam hoàng tử Đại Trinh Oát (anh họ của Đại Nhân Tú) sang nhà Đường (đời vua Đường Đức Tông) làm lính canh vào năm Đại Hưng thứ 46 (năm 793). Còn thế tử của Bột Hải Văn Vương là Đại Hoành Lâm (Dae Goeng-rim, anh họ của Đại Nhân Tú) đã chết. Do đó Bột Hải Văn Vương phải chọn em trai của ông ta là Đại Nguyên Nghĩa (chú họ của Đại Nhân Tú) làm người kế vị của mình.
Trong năm Đại Hưng thứ 46 (năm 793), Bột Hải Văn Vương (bác họ của Đại Nhân Tú) qua đời khi việc dời đô chưa hoàn thành, hưởng thọ hơn 70 tuổi. Em trai ông ta là Đại Nguyên Nghĩa (chú họ của Đại Nhân Tú, khi đó đã hơn 60 tuổi) lên kế vị. Niên hiệu Đại Hưng của Bột Hải Văn Vương vẫn được Đại Nguyên Nghĩa sử dụng.

## Thời Đại Nguyên Nghĩa
Vua Đại Nguyên Nghĩa (chú họ của Đại Nhân Tú) cho dừng việc dời đô từ Đông Kinh (nay là Hồn Xuân, Cát Lâm) về lại Thượng Kinh (nay là Ninh An, Hắc Long Giang). Ông ta tuyên bố đô thành của vương quốc Bột Hải vẫn tiếp tục ở Đông Kinh (nay là Hồn Xuân, Cát Lâm).
Tuy nhiên, khi bước lên ngai vàng, nhà vua Đại Nguyên Nghĩa (Dae Won-ui) đã bộc lộ là một kẻ đố kỵ và tâm tính hung dữ, tàn bạo hiếu sát. Những đại thần có tài trong triều đình Bột Hải đều bị vua Đại Nguyên Nghĩa (Dae Won-ui) đố kỵ. Đại Nguyên Nghĩa tiến hành vu oan cho bọn họ tội mưu phản và giết hại các đại thần đó. Ông ta còn tàn sát hết gia quyến của những đại thần đó.
Năm Đại Hưng thứ 47 (năm 794), vua Đại Nguyên Nghĩa bị những đại thần Bột Hải còn lại hợp mưu giết chết, hưởng thọ hơn 60 tuổi. Đích tôn của Bột Hải Văn Vương là Đại Hoa Dư (con của cố thế tử Đại Hoành Lâm, cháu họ của Đại Nhân Tú) được chọn làm người kế vị, trở thành vua Bột Hải Thành Vương.

## Thời Bột Hải Thành Vương
Bột Hải Thành Vương (cháu họ của Đại Nhân Tú) lấy niên hiệu mới là "Trung Hưng" (중흥, 中興, Jungheung). Bột Hải Thành Vương khi đó mới chỉ khoảng 30 tuổi nhưng lại là một người có thế chất yếu ớt, và đã chỉ sống được một vài tháng sau khi được kế vị ngai vàng. Sự kiện đáng chú ý nhất trong thời gian trị vì của Bột Hải Thành Vương là việc dời đô từ Đông Kinh (nay là Hồn Xuân, Cát Lâm) về lại Thượng Kinh (nay là Ninh An, Hắc Long Giang) trong năm 794. Tâm nguyện cuối cùng của Bột Hải Văn Vương về việc dời đô về lại Thượng Kinh cuối cùng cũng đã được thực hiện.
Sang năm 794 nghe tin cháu mình là vua Bột Hải Thành Vương thể chất yếu ớt sắp qua đời, Đại Tung Lân (anh họ của Đại Nhân Tú) đã rời nhà Đường (đời vua Đường Đức Tông) quay về vương quốc Bột Hải trong năm 794.
Năm Trung Hưng thứ hai (năm 795), Bột Hải Thành Vương (cháu họ của Đại Nhân Tú) băng hà, hưởng thọ 31 tuổi. Vì Bột Hải Thành Vương không hề kết hôn và cũng không có con cái nên con của Bột Hải Văn Vương là Đại Tung Lân (chú của Bột Hải Thành Vương, anh họ của Đại Nhân Tú, khi đó gần 50 tuổi) lên kế vị, tức là vua Bột Hải Khang Vương.

## Thời Bột Hải Khang Vương
Bột Hải Khang Vương (Đại Tung Lân) lên ngôi vào năm 795, chọn niên hiệu là Chính Lịch (正曆, Jeongnyeok., nghĩa là "Chính sách ngay thẳng") - niên hiệu thay thế cho niên hiệu Trung Hưng của vua Bột Hải Thành Vương vừa băng hà.
Bột Hải Khang Vương vừa lên ngôi thì phái con trưởng là Đại Nguyên Du (khi đó hơn 30 tuổi) đi sứ sang nhà Đường (đời vua Đường Đức Tông) để bang giao.
Trong giai đoạn trị vì của Bột Hải Khang Vương (anh họ của Đại Nhân Tú), Bột Hải đã kết thúc loạn sau cái chết của vua Bột Hải Văn Vương (Đại Khâm Mậu), vương quốc cũng có các hoạt động thương mại với Nhật Bản (đời Thiên hoàng Kanmu, Thiên hoàng Heizei, Thiên hoàng Saga), nhà Đường (đời vua Đường Đức Tông, Đường Thuận Tông, Đường Hiến Tông), cùng nước Tân La (đời vua Tân La Nguyên Thánh Vương, Tân La Chiêu Thánh Vương, Tân La Ai Trang Vương, Tân La Hiến Đức Vương) và cũng thường xuyên cử sứ thần sang ba nước này.
Năm Chính Lịch thứ 2 (năm 796), sứ giả từ vương quốc Bột Hải (đời vua Bột Hải Khang Vương) đến Nhật Bản (đời Thiên hoàng Kanmu) tuyên bố rằng vương quốc Bột Hải đã khôi phục toàn bộ lãnh thổ Cao Câu Ly cũ và quyền lực của người cai trị Bột Hải giờ đã lan ra bên kia Liêu Hà. Vương quốc Bột Hải đã đến chiếm các lưu vực sông Tùng Hoa và sông Ussuri cũng như toàn bộ vùng ven biển liền kề dọc theo Biển Nhật Bản (Đông Hải).
Năm Chính Lịch thứ 8 (năm 802) hai bộ lạc Việt Hỷ Mạt Hạt và Ngu Lâu Mạt Hạt giáp biên giới đông bắc vương quốc Bột Hải đã nổi dậy chống lại vương quốc Bột Hải. Vương quốc Bột Hải bị mất đi vài lãnh thổ ở vùng đông bắc vào tay hai bộ lạc Việt Hỷ Mạt Hạt và Ngu Lâu Mạt Hạt. Bột Hải Khang Vương phải xuất quân từ kinh đô Thượng Kinh (nay là Ninh An, Hắc Long Giang) đi chống cự hai bộ lạc Việt Hỷ Mạt Hạt và Ngu Lâu Mạt Hạt nhằm thu hồi lại lãnh thổ đã mất. Cuối cùng chiến sự kết thúc khi Bột Hải Khang Vương phải cho lui quân Bột Hải về kinh đô Thượng Kinh (nay là Ninh An, Hắc Long Giang) mà không thể tái chiếm lại lãnh thổ đã mất.
Việc đánh bắt cá voi cũng được người Bột Hải thực hiện, mặc dù điều này chủ yếu được thực hiện để cống nạp cho nhà Đường.
Từ năm Chính Lịch thứ 11 (năm 805) đến năm Chính Lịch thứ 14 (năm 808), Bột Hải Khang Vương phái em họ là Đại Nhân Tú đi sứ sang nhà Đường (đời vua Đường Hiến Tông) để triều cống 4 lần vào các năm 805, 806, 807 và 808. Trong số hàng hóa triều cống cho nhà Đường của vương quốc Bột Hải luôn có cá voi.
Năm Chính Lịch thứ 15 (năm 809), Bột Hải Khang Vương (anh họ của Đại Nhân Tú) qua đời, thọ hơn 60 tuổi. Con trưởng của Bột Hải Khang Vương là Đại Nguyên Du (대원유, 大元瑜, Dae Won-yu), cháu họ của Đại Nhân Tú, lên kế vị, tức là vua Bột Hải Định Vương.

## Thời Bột Hải Định Vương
Bột Hải Định Vương (cháu họ của Đại Nhân Tú) chọn niên hiệu là Vĩnh Đức (永德, Yeongdeok, nghĩa là "Đức hạnh vĩnh cửu") vào năm 809 - niên hiệu thay thế cho niên hiệu Chính Lịch của vua Bột Hải Khang Vương (anh họ của Đại Nhân Tú) vừa băng hà.
Từ năm Vĩnh Đức nguyên niên (năm 809) đến năm Vĩnh Đức thứ ba (năm 811), Bột Hải Định Vương phái con trưởng là Đại Diên Chân (cháu chắt họ của Đại Nhân Tú) cùng chú họ là Đại Nhân Tú đi sứ sang nhà Đường (đời vua Đường Hiến Tông) triều cống 3 lần vào các năm 809, 810 và 811.

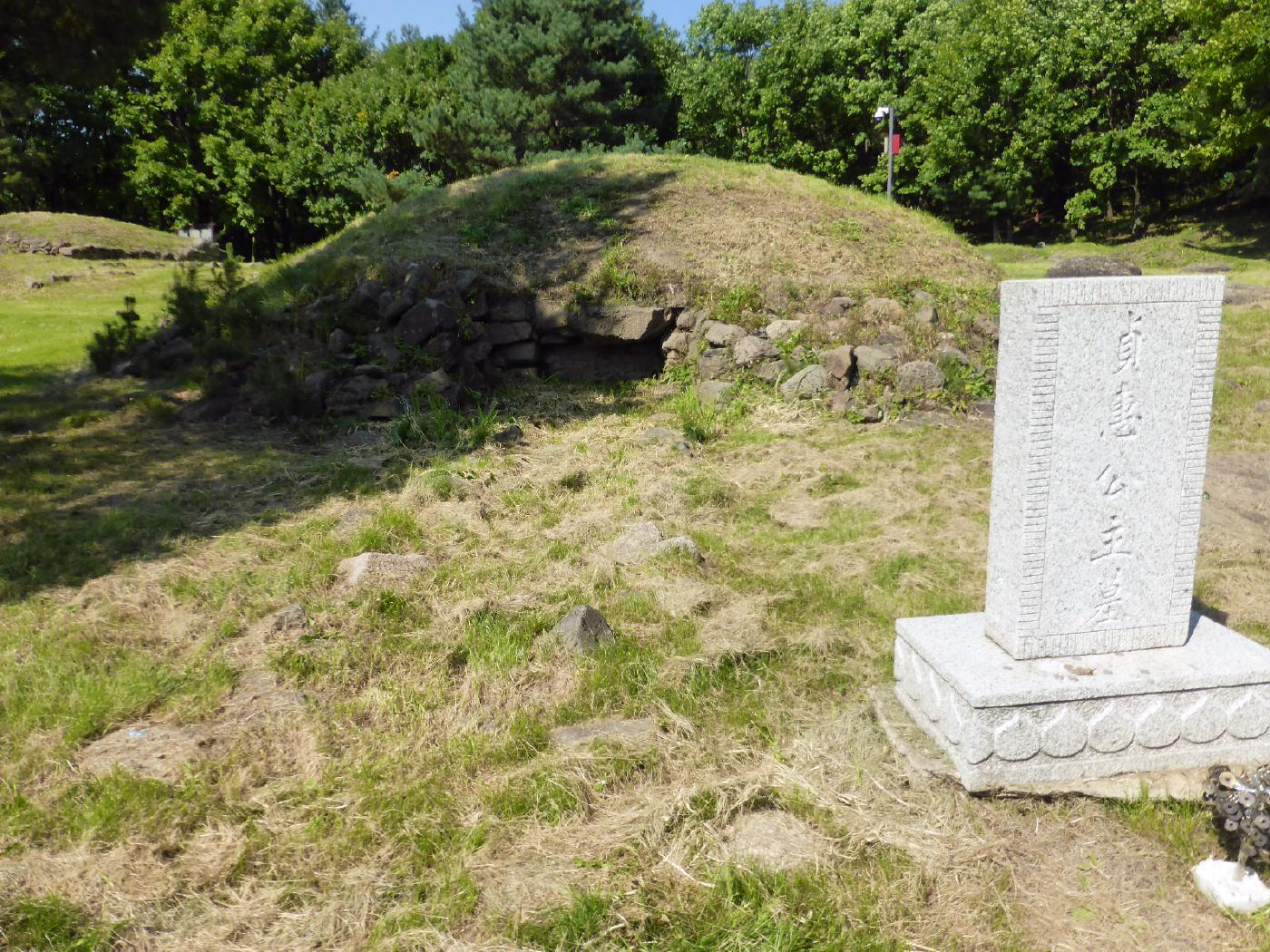
Ngôi mộ của Trinh Hiếu công chúa (757 - 792), con gái thứ 4 của vua Bột Hải Văn Vương (cai trị từ năm 737 đến năm 793)

Ngày 11 tháng 1 năm Vĩnh Đức thứ 2 (năm 810), di cốt của Trinh Hiếu công chúa (con gái thứ 4 của Bột Hải Văn Vương, cô của Bột Hải Định Vương và là chị họ của Đại Nhân Tú, qua đời từ năm 792) được Bột Hải Định Vương cho chôn cất tại Nhiễm Cốc (染谷), Seowon (서원, 西原) thuộc Quần thể lăng mộ cổ ở núi Long Đầu, Cát Lâm, Trung Quốc.
Năm Vĩnh Đức thứ 4 (năm 812), Bột Hải Định Vương (cháu họ của Đại Nhân Tú) qua đời, thọ gần 50 tuổi. Bột Hải Định Vương đã kết hôn và có một vương tử tên là Đại Diên Chân (Dae Yeon-jin, cháu chắt họ của Đại Nhân Tú). Tuy nhiên có lẽ Đại Diên Chân chưa trưởng thành nên em của Bột Hải Định Vương là Nhị hoàng tử Đại Ngôn Nghĩa (cháu họ của Đại Nhân Tú) lên kế vị, tức là vua Bột Hải Hi Vương.

## Thời Bột Hải Hi Vương
Bột Hải Hi Vương (cháu họ của Đại Nhân Tú) chọn niên hiệu mới là "Chu Tước" (주작, 朱雀, Jujak) trong năm 812 - niên hiệu thay thế cho niên hiệu Vĩnh Đức của Bột Hải Định Vương (cháu họ của Đại Nhân Tú) vừa băng hà.
Từ năm Chu Tước nguyên niên (năm 812) đến năm Chu Tước thứ 5 (năm 816), Bột Hải Hi Vương phái con trai là Đại Diên Tuấn (cháu chắt họ của Đại Nhân Tú) cùng chú họ là Đại Nhân Tú đi sứ sang nhà Đường (đời vua Đường Hiến Tông) triều cống 5 lần vào các năm 812, 813, 814, 815 và 816.
Bột Hải Hi Vương (cháu họ của Đại Nhân Tú) buôn bán tích cực với nhà Đường (đời vua Đường Hiến Tông), và nhập về nhiều nét văn hóa và hệ thống tổ chức cai trị của nhà Đường vào vương quốc Bột Hải. Năm Chu Tước thứ 3 (năm 814), Bột Hải Hi Vương đã gửi những bức tượng Phật đến nhà Đường (đời vua Đường Hiến Tông). Bột Hải Hi Vương còn buôn bán với phản quân Lý Sư Đạo của nhà Đường (đời vua Đường Hiến Tông). Sau đó, vào năm Chu Tước thứ 4 (năm 815), Lý Sư Đạo giới thiệu thêm thương nhân người Tân La đang làm thương mại ở nhà Đường là Jami phu nhân cùng buôn bán với vương quốc Bột Hải của Bột Hải Hi Vương.
Năm Chu Tước thứ 6 (năm 817), Bột Hải Hi Vương (cháu họ của Đại Nhân Tú) băng hà, thọ gần 50 tuổi. Bột Hải Hi Vương từng kết hôn và có người con trai tên là Đại Diên Tuấn (大延俊, Dae Yeon-jun, cháu chắt họ của Đại Nhân Tú). Tuy nhiên có lẽ Đại Diên Tuấn chưa trưởng thành nên em trai của Bột Hải Hi Vương là Tam hoàng tử Đại Minh Trung (cháu họ của Đại Nhân Tú) lên kế vị, tức là vua Bột Hải Giản Vương.

## Thời Bột Hải Giản vương
Bột Hải Giản Vương (cháu họ của Đại Nhân Tú) chọn niên hiệu là Thái Thủy (太始, Taesi, nghĩa là "Khởi đầu hùng vĩ") trong năm 817 nhằm thay thế niên hiệu "Chu Tước" của Bột Hải Hi Vương (cháu họ của Đại Nhân Tú) vừa băng hà. Bột Hải Giản Vương phong Thái thị (태씨, 泰氏) lên làm Thuận Mục hoàng hậu (순목황후, 順穆皇后).
Từ năm Thái Thủy nguyên niên (năm 817) đến năm Thái Thủy thứ hai (năm 818), Bột Hải Giản Vương phái chú họ là Đại Nhân Tú đi sứ sang nhà Đường (đời vua Đường Hiến Tông) triều cống 2 lần vào các năm 817 và 818.
Trong năm Thái Thủy thứ hai (năm 818), Bột Hải Giản Vương (cháu họ của Đại Nhân Tú) qua đời, thọ gần 50 tuổi. Dù Bột Hải Giản Vương có kết hôn với Thuận Mục hoàng hậu Thái thị nhưng ông ta không có con trai. Vì vậy hậu duệ đời thứ tư của Đại Dã Bột (em trai của Bột Hải Cao Vương) là Đại Nhân Tú (chú họ của Bột Hải Giản Vương, khi đó đã hơn 60 tuổi, vừa trở về từ nhà Đường, là một người có uy quyền và thế lực) lên kế vị, tức là vua Bột Hải Tuyên Vương. Việc này đã kết thúc sự cai trị vương quốc Bột Hải của dòng dõi Bột Hải Cao Vương. Thuận Mục hoàng hậu Thái thị trở thành Thuận Mục thái hậu.

## Trị vì
Bột Hải Tuyên Vương chọn niên hiệu là Kiến Hưng (건흥, 建興, Geonheung) trong năm 818 - niên hiệu thay thế cho niên hiệu Thái Thủy của Bột Hải Giản Vương vừa băng hà.
Bột Hải Tuyên Vương vừa lên ngôi vua Bột Hải thì bốn bộ lạc Thiết Lợi Mạt Hạt, Ngu Lâu Mạt Hạt, Việt Hỷ Mạt Hạt (đời thủ lĩnh Ô Thi Khả Mông) và Hắc Thủy Mạt Hạt cùng phái quân tấn công vào biên giới đông bắc vương quốc Bột Hải. Bột Hải Tuyên Vương đã tái lập quyền lực hoàng gia và làm cho quân đội Bột Hải rất vững mạnh. Sau đó quân đội Bột Hải dưới sự chỉ huy của Bột Hải Tuyên Vương đã đẩy lui 4 cánh quân Mạt Hạt của 4 bộ lạc Thiết Lợi Mạt Hạt, Ngu Lâu Mạt Hạt, Việt Hỷ Mạt Hạt và Hắc Thủy Mạt Hạt ra khỏi biên giới đông bắc vương quốc Bột Hải.
Bột Hải Tuyên Vương tập trung nhiều vào việc mở rộng lãnh thổ của vương quốc, và dẫn theo nhiều chiến dịch với kết quả hợp nhất nhiều bộ tộc Mạt Hạt ở phía bắc. Trong năm Kiến Hưng nguyên niên (năm 818) Bột Hải Tuyên Vương xuất quân đi xâm chiếm và sáp nhập các bộ lạc Thiết Lợi Mạt Hạt, Ngu Lâu Mạt Hạt và Việt Hỷ Mạt Hạt (đời thủ lĩnh Ô Thi Khả Mông) vào vương quốc Bột Hải của mình. Các bộ lạc khác dọc theo thung lũng Amur ở phía bắc đều bị sáp nhập hết vào vương quốc Bột Hải của Bột Hải Tuyên Vương. Sau đó Bột Hải Tuyên Vương còn đánh chiếm 2/3 lãnh thổ của bộ lạc Hắc Thủy Mạt Hạt.

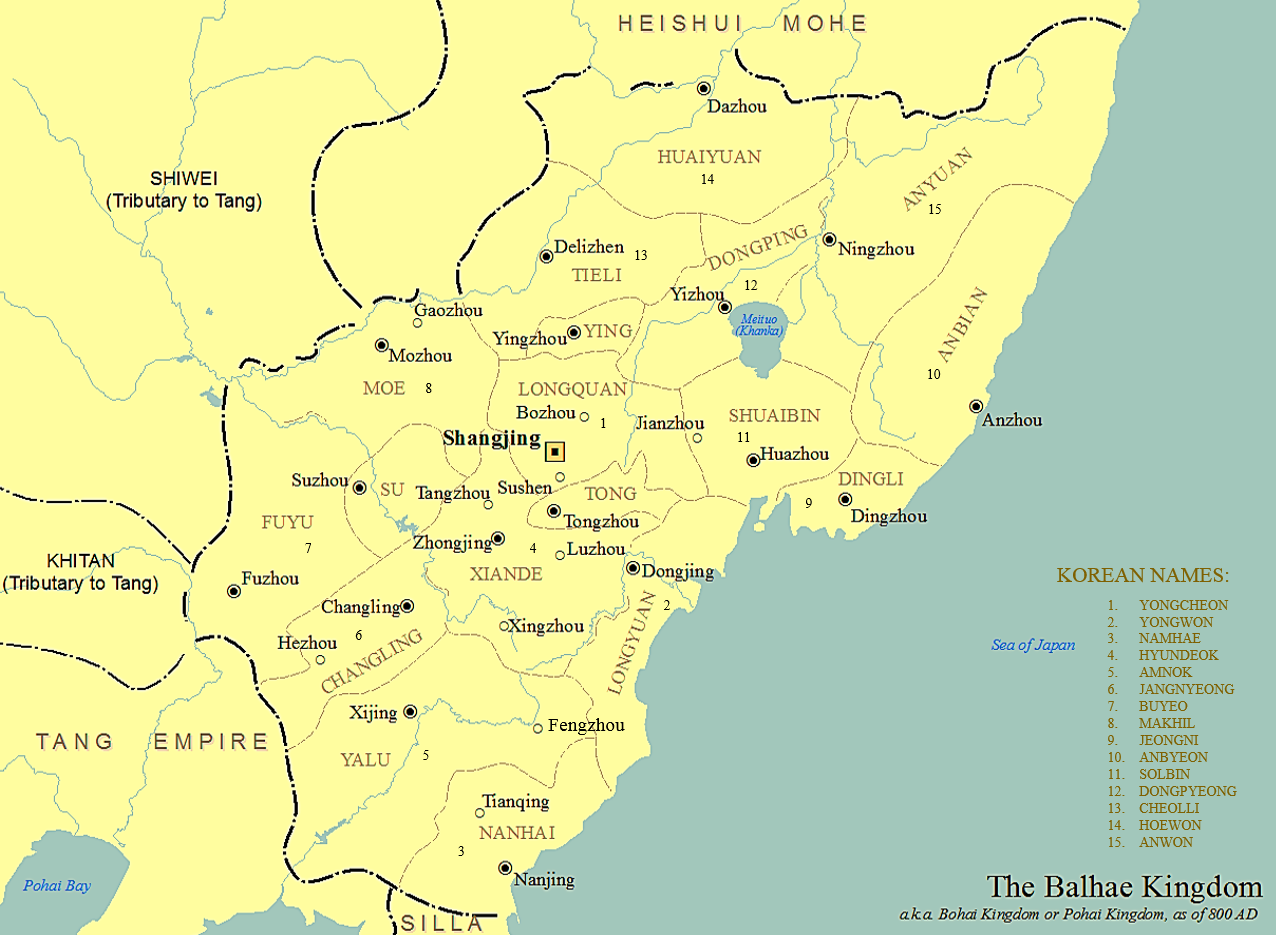
Bản đồ 18 phủ (18 tỉnh) của vương quốc Bột Hải (đời vua Bột Hải Tuyên Vương) với tên gọi theo âm tiếng Trung Quốc và âm tiếng Triều Tiên

Bột Hải Tuyên Vương chia vương quốc Bột Hải ra thành 18 phủ (18 tỉnh) gồm:
- Yongcheon (Longquan, Long Tuyền). Thủ phủ của Long Tuyền phủ này là kinh đô Thượng Kinh (nay là Ninh An, Hắc Long Giang, Trung Quốc) của vương quốc Bột Hải.
- Hyeondeok (Xiande, Hiển Đức). Thủ phủ của Hiển Đức phủ này là cố đô Trung Kinh (nay là Hòa Long, Cát Lâm, Trung Quốc) của vương quốc Bột Hải.
- Yongwon (Longyuan, Long Nguyên). Thủ phủ của Long Nguyên phủ này là cố đô Đông Kinh (nay là Hồn Xuân, Cát Lâm, Trung Quốc) của vương quốc Bột Hải.
- Namhae (Nanhai, Nam Hải). Thủ phủ của Nam Hải phủ này là Nam Kinh (nay là Hàm Hưng, Triều Tiên) của vương quốc Bột Hải.
- Amnok (Yalu, Áp Lục). Thủ phủ của Áp Lục phủ này là Tây Kinh (nay là Lâm Giang, Cát Lâm, Trung Quốc) của vương quốc Bột Hải.
- Jangnyeong (Changling, Trường Lĩnh). Thủ phủ của Trường Lĩnh phủ này là Hà Châu (nay là Hoa Điện, Cát Lâm, Trung Quốc) của vương quốc Bột Hải.
- Buyeo (Fuyu, Phù Dư). Thủ phủ của Phù Dư phủ này là Phù Châu (nay là Khai Nguyên, Liêu Ninh, Trung Quốc) của vương quốc Bột Hải.
- Makhil (Moxie, Mạc Hiệt). Thủ phủ của Mạc Hiệt phủ này là Mạc Châu (nay là A Thành, Hắc Long Giang, Trung Quốc) của vương quốc Bột Hải.
- Jeongmi (Dingli, Định Lý). Thủ phủ của Định Lý phủ này là Định Châu (nay là Partizansk, Primorsky Krai, Nga) của vương quốc Bột Hải.
- Anbyeon (Anbian, An Biên). Thủ phủ của An Biên phủ này là An Châu (nay là Olga, Primorsky Krai, Nga) của vương quốc Bột Hải.
- Solbin (Shuaibin, Súy Tân). Thủ phủ của Súy Tân phủ này là Hoa Châu (nay là Ussuriysk, Primorsky Krai, Nga) của vương quốc Bột Hải.
- Dongpyeong (Dongping, Đông Bình). Thủ phủ của Đông Bình phủ này là Y Châu (nay là Mật Sơn, Hắc Long Giang, Trung Quốc) của vương quốc Bột Hải.
- Cheolli (Tieli, Thiết Lợi). Thủ phủ của Thiết Lợi phủ này là Đức Lý trấn (nay là Y Lan, Hắc Long Giang, Trung Quốc) của vương quốc Bột Hải.
- Hoewon (Huaiyuan, Hoài Viễn). Thủ phủ của Hoài Viễn phủ này là Đạt Châu (nay là Đồng Giang, Hắc Long Giang, Trung Quốc) của vương quốc Bột Hải.
- Anwon (Anyuan, An Viễn). Thủ phủ của An Viễn phủ này là Ninh Châu Châu (nay là Dalnerechensk, Primorsky Krai, Nga) của vương quốc Bột Hải.
- Sokju (Suzhou, Túc Châu). Thủ phủ của Túc Châu phủ là Túc Châu (nay là Cửu Đài, Cát Lâm, Trung Quốc) của vương quốc Bột Hải.
- Dongju (Tongzhou, Đồng Châu). Thủ phủ của Đồng Châu phủ là Đồng Châu (nay là Uông Thanh, Cát Lâm, Trung Quốc) của vương quốc Bột Hải.
- Yeongju (Yingzhou, Doanh Châu). Thủ phủ của Doanh Châu phủ là Doanh Châu (nay là Lâm Khẩu, Hắc Long Giang, Trung Quốc) của vương quốc Bột Hải.

Ông đã tối ưu hóa hệ thống tỉnh và ổn định từng phủ để ngăn chặn cuộc nổi loạn và tăng cường giao thương với nhà Đường.
Cuối năm 818, Bột Hải Tuyên Vương phái quân Bột Hải đi tấn công Tiểu Cao Câu Ly ở Liêu Đông và Tân La (đời vua Tân La Hiến Đức Vương) ở phía nam. Tiểu Cao Câu Ly này là một quốc gia do những thành viên vương tộc Cao Câu Ly (con cháu của Cao Đức Vũ - Go Deokmu, con trai của Bảo Tạng Vương) lập nên tại bán đảo Liêu Đông vào năm 699 sau khi Cao Câu Ly sụp đổ. Quân Tiểu Cao Câu Ly ngăn cản được bước tiến quân của quân đội Bột Hải. Nước Tân La đẩy lui được quân Bột Hải.
Năm Kiến Hưng thứ 2 (năm 819), vua Bột Hải Tuyên Vương mở chiến dịch chinh phục vương quốc Tiểu Cao Câu Ly tại Liêu Đông. Quân đội Bột Hải của Bột Hải Tuyên Vương chiếm nhiều thành trì ở đông nam của Tiểu Cao Câu Ly rồi sáp nhập vào Nam Hải phủ và Áp Lục phủ của vương quốc Bột Hải. Bột Hải Tuyên Vương lại phái quân Bột Hải đánh phá biên giới phía bắc nước Tân La (đời vua Tân La Hiến Đức Vương).
Từ năm Kiến Hưng thứ 2 (năm 819) đến năm Kiến Hưng thứ 9 (năm 826), Bột Hải Tuyên Vương phái con trưởng là thế tử Đại Tân Đức làm sứ giả sang nhà Đường (các đời vua Đường Hiến Tông, Đường Mục Tông, Đường Kính Tông) triều cống 8 lần vào các năm 819, 820, 821, 822, 823, 824, 825 và 826.
Năm Kiến Hưng thứ 3 (năm 820) quân đội Bột Hải của Bột Hải Tuyên Vương tiêu diệt vương quốc Tiểu Cao Câu Ly tại Liêu Đông và sáp nhập vương quốc này vào Bột Hải. Thành Bình Nhưỡng của Tiểu Cao Câu Ly trở thành thành trì của Bột Hải.
Bộ sách "Mãn Châu Nguyên Lưu Khảo" (满洲源流考) cung cấp các ghi chép cho thấy vương quốc Bột Hải đã chiếm thành Bisa ở mũi phía nam của Bán đảo Liêu Đông. "Liêu sử" ghi lại rằng vương quốc Bột Hải đã thành lập các tỉnh tại  các thành Sin, thành Gaemo, thành Baegam, thành Yodong và thành Ansi ở Liêu Đông, cũng như một phần đáng kể của khu vực Liêu Tây.
Bột Hải Tuyên Vương lấy lãnh thổ Tiểu Cao Câu Ly vừa chiếm được lập ra phủ Yodong (Liaodong, Liêu Đông) - phủ thứ 19 của vương quốc Bột Hải. Thủ phủ của Liêu Đông phủ này là Liêu Đông thành (nay là Bạch Tháp, Liêu Ninh, Trung Quốc) của vương quốc Bột Hải.
Con cháu của Cao Đức Vũ (người sáng lập Tiểu Cao Câu Ly) di chuyển đến phía tây của Liêu Tây rồi bị nhà Đường (đời vua Đường Mục Tông) tiêu diệt cùng năm 820.
Bột Hải Tuyên Vương cũng ra lệnh mở rộng lãnh thổ về phía nam, tức về phía Tân La. Trong năm 820, một phần của Tân La (đời vua Tân La Hiến Đức Vương) ở biên giới phía nam vương quốc Bột Hải bị quân đội Bột Hải chiếm đóng. Bột Hải Tuyên Vương cho sáp nhập phần đất vừa chiếm được từ Tân La này vào Nam Hải phủ của vương quốc Bột Hải. Sức ép từ thế lực Bột Hải đã khiến Tân La phải xây dựng tường thành ở biên giới phía Bắc giáp với Bột Hải từ năm 712, và quân đội Tân La ở đây cũng phải thường xuyên trong tình trạng sẵn sàng chiến đấu.
Khi đó hải tặc Lý Đạo Hình cùng Yeom Mun tiến hành cướp bóc những tàu bè qua lại trên biển giữa Tân La (đời vua Tân La Hiến Đức Vương) và nhà Đường (đời vua Đường Mục Tông, Đường Kính Tông). Điều này khiến các thương buôn của Tân La và nhà Đường điều hoảng sợ và không dám đi biển nữa. Quan quân Võ Trân Châu (Muju) của Tân La điều bị bọn hải tặc đánh tan. Lý Đạo Hình mở rộng địa bàn trên vùng biển Tây Nam của Tân La (biển Hoàng Hải). Hàng hóa cướp được thì Lý Đạo Hình tiến hành buôn bán với tộc Khiết Đan (đời Chiêu Cổ Khả hãn), bộ tộc Khố Mạc Hề (Kumo Xi). Ngoài ra thủ lĩnh hải tặc Lý Đạo Hình còn buôn bán với Tây Kinh thuộc Áp Lục phủ của vương quốc Bột Hải (đời vua Bột Hải Tuyên Vương).
Năm Kiến Hưng thứ 7 (năm 824), nước Tân La (đời vua Tân La Hiến Đức Vương) đứng trước họa xâm lăng từ vương quốc Bột Hải của vua Bột Hải Tuyên Vương phương Bắc, Hiến Đức Vương cho xây trường thành dài 300 lý gần sông Đại Đồng, sau này nó thành biên cương phía bắc đất nước Tân La.
Bột Hải Tuyên Vương khi đó thường xuyên buôn bán với thương nhân Tân La là Jami phu nhân. Sau đó, cùng năm 824, Jami phu nhân giới thiệu thêm thủ lĩnh hải tặc Lý Đạo Hình đang hoành hành ở bờ biển tây nam Tân La (đời vua Tân La Hiến Đức Vương) cùng buôn bán vũ khí, ngựa, lương thực với Thượng Kinh (nay là Ninh An, Hắc Long Giang) thuộc Long Tuyền phủ của vương quốc Bột Hải (đời Bột Hải Tuyên Vương).
Năm Kiến Hưng thứ 9 (năm 826), vua Tân La Hưng Đức Vương vừa mới lên ngôi vua của Tân La thì huy động hàng vạn quân Tân La lên phía bắc để củng cố biên giới với vương quốc Bột Hải (đời vua Bột Hải Tuyên Vương).

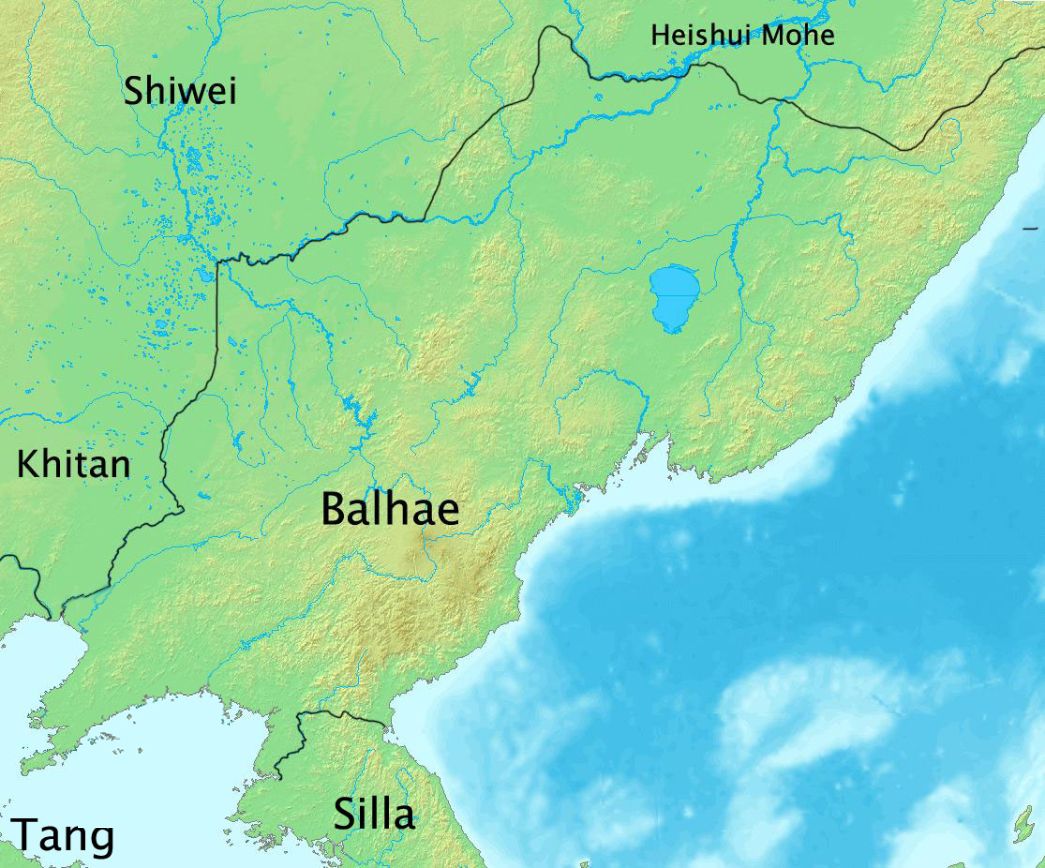
Bản đồ vương quốc Bột Hải của vua Bột Hải Tuyên Vương năm 830.

Vùng lãnh thổ Bột Hải khi ấy rộng lớn gấp 2.2~2.8 lần tổng diện tích bán đảo Triểu Tiên ngày nay. Nhà Đường của vua Đường Văn Tông còn gửi sứ thần tới, thừa nhận sự tồn tại thực tế cũng như sức mạnh của Bột Hải. Ngoài ra nhà Đường còn gọi Bột Hải là "Hải đông thịnh quốc" (Haedong seongguk, nghĩa là "quốc gia thịnh vượng ở vùng biển phía Đông"), nhằm công nhận Bột Hải là một xã hội văn hóa tiến bộ. Ngay cả những quốc gia cách xa tới 1.300 km cũng muốn giao dịch với Bột Hải và nhờ cậy bảo hộ. Bột Hải đã phát triển thành một đại cường quốc, đã tập trung sức mạnh vào cả việc phát triển kinh tế và văn hóa, giao dịch thực hiện cả với vùng Ba Tư (Persia) xa xôi, thủ phủ Dongkyeongseong (Đông Kinh thành) thuộc Long Nguyên phủ của vương quốc Bột Hải đã trở thành đô thị mang tầm thế giới ở thời điểm đó.
Do thế tử Đại Tân Đức (con của Bột Hải Tuyên Vương) đã qua đời trước đó, Bột Hải Tuyên Vương phong cho đích tôn của mình (con của thế tử Đại Tân Đức) là Đại Di Chấn làm người kế vị của mình.
Trong 12 năm trị vì, Bột Hải Tuyên Vương đã 5 lần cử sứ thần sang Nhật Bản (đời Thiên hoàng Saga, Thiên hoàng Junna), nhằm thiết lập quan hệ ngoại giao cũng như các tuyến thương mại. Các sứ thần Bột Hải giành được sự công nhận thiện chí tại Nhật Bản mặc dù Nhật Bản có cảnh báo Bột Hải rằng Bột Hải cần hạn chế cử các phái đoàn sang Nhật Bản vì chúng mang đến gánh nặng tiếp đón cho Nhật Bản. Tuyến thương mại Bột Hải - Nhật Bản qua Biển Nhật Bản trở thành một trong những tuyến thương mại quan trọng nhất của Nhật Bản, khiến cho Bột Hải trở thành một trong những đối tác thương mại quan trọng nhất của Nhật Bản.
Năm Kiến Hưng thứ 13 (năm 830), Thuận Mục thái hậu (vợ của vua Bột Hải Giản Vương, cháu dâu họ của Bột Hải Tuyên Vương) qua đời. Không lâu sau, thi hài của bà được Bột Hải Tuyên Vương chôn cất ở Quần thể lăng mộ cổ ở núi Long Đầu thuộc Hiển Đức phủ (nay thuộc Cát Lâm, Trung Quốc). Vào những năm 2004 - 2005, ít nhất 14 ngôi mộ trong thời kỳ Bột Hải đã được khai quật từ núi Long Đầu. Chính phủ Trung Quốc sau đó đã tiết lộ rằng một trong những ngôi mộ có tên là M3 có hình thức là một ngôi mộ đá lớn, chính là lăng mộ của Thuận Mục thái hậu (vợ của vua Bột Hải Giản Vương). Bia mộ của bà bằng đá sa thạch màu nâu đỏ, rộng 34.5 cm, cao 55 cm, dày 13 cm.
Cũng trong năm Kiến Hưng thứ 13 (năm 830), Bột Hải Tuyên Vương qua đời, hưởng thọ hơn 70 tuổi. Người kế vị ông là đích tôn Đại Di Chấn (khi đó hơn 30 tuổi), tức là vua Bột Hải Trang Tông.